# اتیممازین
اتیممازین(به انگلیسی: Etymemazine) یک داروی ضدروان‌پریشی، آنتی‌هیستامین و آنتی کولینرژیک از کلاس شیمیایی فنوتیازین است که از نظر ساختاری با سیاممازین و متوتری‌مپرازین  شباهت دارد.